# Геническ (метеорит)
Геническ — метеорит-хондрит весом 532 грамма.
Поступил 19 февраля 1976 года.

## История
Найден 10-15 августа 1927 года на хлебном поле в 3-4 км к западу от города Геническа жителем города, учителем-пенсионером С. Ф. Никулиным. Переслан им в КМЕТ. В своём письме С. Ф. Никулин писал: «Я читаю в газетах, что Вам посылают камни, о которых думают, что они метеориты. У меня имеется такой, камень. В 1927 году я ехал рано утром на уборку хлеба. Не доезжая до своего поля, увидел, что упал огненный шар. Через несколько дней на поле я нашёл камень, как кусочек железа, коричневого цвета, неправильной формы. Я его храню с того времени.»
Метеорит лежал в пыли на поверхности почвы, чистой от стерни. Ни лунок, ни ямок не было; почва на поле мягкая. Его поверхность сильно окислена и частично покрыта такой же окисленной корой плавления. По внешней форме видно, что это индивидуальный экземпляр с поверхностями первого и второго рода, по классификации Е. Л. Кринова. По-видимому, метеорит представляет собой часть более крупного тела, раздробившегося в атмосфере, но на соседних полях других частей этого метеорита не находили. Хотя метеорит сильно окислен и поверхность подверглась длительной эрозии, на ней, тем не менее, чётко различаются кора плавления, границы дробления и внутренняя поверхность, также оплавленная, но в меньшей степени. Метеорит имеет темно-буро-ржаво-коричневый цвет. Нечётко различаются 2-3 небольших регмаглипта.